# 스테이크 앤드 키드니 파이

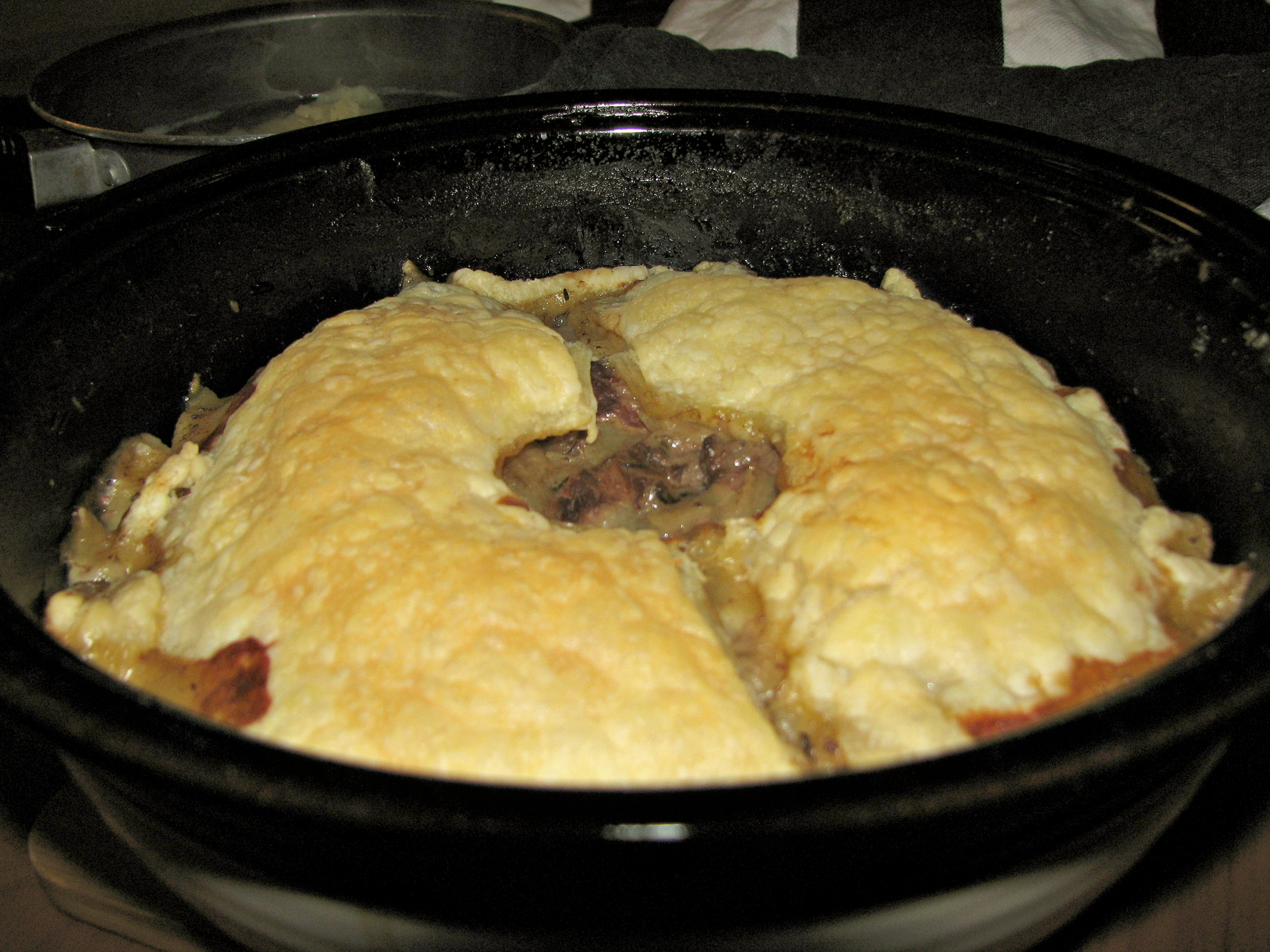
스테이크 앤드 키드니 파이

스테이크 앤드 키드니 파이(Steak and kidney pie)는 스테이크와 소, 양 따위의 콩팥을 넣은 영국의 파이이다.
주로 깍둑 썬 쇠고기, 깍둑 썬 신장(소고기, 양고기, 송아지고기 또는 돼지고기일 수 있음) 및 양파의 혼합물로 속을 채운 파이이다. 들어가는 재료는 일반적으로 스테이크 및 신장 푸딩의 속 재료와 유사하다.
맛은 굉장히 독특하고 일부는 느끼하다고 한다. 애초에 음식 재료(신장)로부터 호불호가 많이 갈리는 편이다. 
영국의 다양한 문학작품에 자주 등장하는 파이로 대대로 영국국민들에게는 우호적인 편이다.